# Bulbophyllum oxychilum
Bulbophyllum oxychilum är en orkidéart som beskrevs av Rudolf Schlechter. Bulbophyllum oxychilum ingår i släktet Bulbophyllum och familjen orkidéer. Inga underarter finns listade i Catalogue of Life.